# 阪鶴鐵道
阪鶴鐵道（日语：／ Hankaku Tetsudō */?）是日本一家曾存在於1896年至1907年之間的私營鐵路公司，經營目前的福知山線。1906年，日本頒佈《鐵道國有法》，隔年阪鶴鐵道被收歸國有，成為帝國鐵道廳的一部份。

## 歷史
1892年一部分大阪商人建立摄津铁道，投资经营尼崎（后来的尼崎港站）和池田（现在的川西池田站附近）之间的铁路线，当时日本正在日本海侧的舞鹤修建军港，摄津铁道于是计划延长摄津铁道，使其成为将大阪与舞鹤连接起来的一条铁路。1893年8月 (明治26年)，摄津铁道提出申请修建大阪经神崎、池田、三田、福知山，到舞鹤之间的铁路的许可。12月，该公司还申请了在福知山 - 和田山 - 八鹿之间建设支线的许可证，为今日山陰本線的一部分，但是1894年发生甲午战争，山陰地区的铁路建设被迫暂停取消。1896年4月阪鶴鐵道作为公司法人正式成立，最初的总公司位于大阪市北区曾根崎。
然而，由于同样建设通往舞鹤铁路的京都鐵道获得了京都 - 绫部 - 舞鹤的建设许可证，因此阪鶴铁道无法取得福知山 - 舞鹤区间的建设许可。此外，大阪 - 神崎 (现JR尼崎)区间由于与遞信省鐵道局的官设铁道平行，因此未获得许可。结果，阪鶴铁道只得到神崎 - 福知山区间的建设许可。1897年2月阪鶴铁道与摄津铁道合并，12月池田 - 宝冢区间开通；1898年6月，冢口 - 神崎开通，9月开始与官铁线直通運行至大阪；1899年1月路线延长至三田，3月延长至篠山（现篠山口站），5月延长至柏原，7月延长至福知山南口（后廢站），同时总公司迁往伊丹町（現伊丹市）。
然而京都铁道因保津峡段的施工困难而陷入资金短缺，园部 - 舞鹤段未能开通。于是阪鶴铁道于1899年12月再次申请修建福知山 - 舞鹤 - 宫津之间的铁路，但遭到拒绝，阪鶴铁道于是计划利用由良川来运送前往宫津的列车。 1901年12月（有多种说法）开始，游客从福知山南口乘坐人力车到蛇端登船点，从那里乘船前往由良，为此阪鶴铁道成立了“由良汽船”，建造第一由良川丸和第二号由良川丸 。前往舞鹤必须在途中的藤津换乘人力车，前往宫津则到终点由良换乘人力车。
1901年10月1日日本海军舞鶴鎮守府启用，但由于京都铁道延伸至舞鹤前景不容乐观，因此政府于1902年4月撤销京都铁道的许可证，改为政府自行建造、运营的铁路。1904年11月新舞鹤 - 福知山区间的舞鹤线 (福知山 - 绫部为今日山陰本線的一部分)开通时，阪鹤铁道也开通了福知山南口 - 福知山区间，借用官设铁道福知山 - 新舞鹤区间，最终开通了大阪 - 舞鹤的直达服务。同时，为了连接丹波、若狭地区，开始运营从舞鹤到宫津、境、小滨等地的铁路轮渡。
此外，考虑到神崎和大阪之间的运输量未来会增加，阪鶴鐵道还申请并获得了在池田和大阪之间修建支线的许可。然而1906年在日俄戰爭衝擊下，鐵道國有化的呼聲提高，同年《鐵道國有法》頒布，阪鶴鐵道被列入其中，並在1907年7月1日收歸國有。神崎 - 福知山間转让给帝國鐵道廳，成为今日JR西日本的福知山線；池田和大阪之间修建支线的许可则被取消，但日后作为阪急電鉄前身的箕面有馬電氣軌道继承该计划，建成今日的宝塚本線。

## 路线

京都铁道・阪鶴铁道路線图（1907年）

神崎－福知山
（直通至官设铁道大阪站 - ）神崎站 - 塚口站 - 伊丹站 - 池田站 - 中山站 - 宝塚站 - 生濑站 - 武田尾站 - 道場站 - 三田站 - 广野站 - 相野站 - 藍本站 - 古市站 - 篠山站 - 大山站 - 下泷站 - 谷川站 - 柏原站 - 石生站 - 黑井站 - 市島站 - 竹田站 - 福知站 - 福知山站（ - 直通官設铁道新舞鶴站）
塚口－尼崎
塚口站 - 尼崎站

## 船舶
橋立丸
木造（58吨），1904年大阪铁工所製，52人座。舞鶴 - 宮津間航线使用，但規模較小。
第二橋立丸
木造（170吨），1906年製，舞鶴 - 小滨間航线使用。
阪鶴丸
鋼体（760吨），1906年大阪铁工所製，1905年4月開設的舞鶴 - 境航线用。
第二阪鶴丸
阪鶴铁道向大阪铁工所订购，但竣工時阪鶴铁道已国有化，因此交由铁道院经营。